# Ljubo Kobal
Ljubo Kobal, slovenski operni pevec, * 30. julij 1920, Ajdovščina, † 2014, Ljubljana.
Solo petje je študiral na Ljubljanskem glasbenem konservatoriju pri prof. Wistinghausnovi in Kušej-Novakovi med letoma 1938 in 1941, ko je postal član zbora Ljubljanske opere kot tenorist, obenem je bil tudi član Komornega zbora RTV Slovenija. Njegove najodmevnejše vloge so Ecco (M. Kogoj, Črne maske), Altoum (G. Puccini, Turandot) in Vašek (B. Smetana, Prodana nevesta). 